# 109-й отдельный моторизованный инженерный батальон
109-й отдельный моторизованный инженерный Новгородский батальон  — воинское подразделение Вооружённых Сил СССР во время Великой Отечественной войны.

## История
В составе действующей армии с 24 июня 1941 по 10 апреля 1944 года.
С 24 июня 1941 года передан для организации полосы обороны 50-го стрелкового корпуса от Финского залива до Энсо; оборудует и минирует рубеж обороны, но в начале июля 1941 года в связи с ухудшением положения южнее Ленинграда, переброшен туда на устройство Лужского оборонительного рубежа. На начало августа 1941 года оборудует позиции от озера Ильмень до реки Луги. В течение августа  - сентября 1941 года отступает вместе с войсками 48-й армии до побережья Ладожского озера.
Осенью и в начале зимы 1941 года обеспечивает деятельность 54-й армии в ходе Тихвинских оборонительной и наступательной операций, находится на участке армии до 1943 года, с 1943 года действует на рубеже Большое Замостье, Земтицы, Любцы. С мая 1943 года поступил в распоряжение 59-й армии, вместе с ней действует на плацдарме у Мясного Бора и по правому берегу Волхова до Новгорода, так 12 августа 1943 года батальон сумел отбить важную тактически высоту. Вместе с войсками армии принимает участие в Новгородско-Лужской операции, отличился при освобождении Новгорода, затем наступает в направлении Луги. С февраля 1944 находится в резерве фронта.
14 апреля 1944 года переформирован в 109-й отдельный моторизованный штурмовой инженерно-сапёрный батальон и позднее вошёл в состав 20-й моторизованной штурмовой инженерно-сапёрной бригады

## Полное наименование
- 109-й отдельный моторизованный инженерный Новгородский батальон

## Подчинение
| Подчинение по месяцам | Подчинение по месяцам | Подчинение по месяцам | Подчинение по месяцам | Подчинение по месяцам    |
| Дата                  | Фронт (округ)         | Армия                 | Корпус (группа)       | Примечания               |
| --------------------- | --------------------- | --------------------- | --------------------- | ------------------------ |
| 22 июня 1941 года     | Северный фронт        | 23-я армия            | -                     | -                        |
| 01 июля 1941 года     | Северный фронт        | 23-я армия            | -                     | -                        |
| 10 июля 1941 года     | -                     | -                     | -                     | точных данных не имеется |
| 1 августа 1941 года   | -                     | -                     | -                     | точных данных не имеется |
| 1 сентября 1941 года  | Ленинградский фронт   | 48-я армия            | -                     | -                        |
| 1 октября 1941 года   | Ленинградский фронт   | 54-я армия            | -                     | -                        |
| 1 ноября 1941 года    | Ленинградский фронт   | 54-я армия            | -                     | -                        |
| 1 декабря 1941 года   | Ленинградский фронт   | 54-я армия            | -                     | -                        |
| 1 января 1942 года    | Ленинградский фронт   | 54-я армия            | -                     | —                        |
| 1 февраля 1942 года   | Ленинградский фронт   | -                     | -                     | —                        |
| 1 марта 1942 года     | Ленинградский фронт   | -                     | -                     | —                        |
| 1 апреля 1942 года    | Ленинградский фронт   | 54-я армия            | -                     | —                        |
| 1 мая 1942 года       | Ленинградский фронт   | 54-я армия            | -                     | —                        |
| 1 июня 1942 года      | Ленинградский фронт   | 54-я армия            | -                     | —                        |
| 1 июля 1942 года      | Волховский фронт      | 54-я армия            | -                     | —                        |
| 1 августа 1942 года   | Волховский фронт      | 54-я армия            | -                     | —                        |
| 1 сентября 1942 года  | Волховский фронт      | -                     | -                     | —                        |
| 1 октября 1942 года   | Волховский фронт      | 2-я ударная армия     | -                     | —                        |
| 1 ноября 1942 года    | Волховский фронт      | -                     | -                     | —                        |
| 1 декабря 1942 года   | Волховский фронт      | -                     | -                     | —                        |
| 1 января 1943 года    | Волховский фронт      | 52-я армия            | -                     | —                        |
| 1 февраля 1943 года   | Волховский фронт      | 52-я армия            | -                     | —                        |
| 1 марта 1943 года     | Волховский фронт      | 52-я армия            | -                     | —                        |
| 1 апреля 1943 года    | Волховский фронт      | 52-я армия            | -                     | —                        |
| 1 мая 1943 года       | Волховский фронт      | 52-я армия            | -                     | —                        |
| 1 июня 1943 года      | Волховский фронт      | 59-я армия            | -                     | —                        |
| 1 июля 1943 года      | Волховский фронт      | 59-я армия            | -                     | —                        |
| 1 августа 1943 года   | Волховский фронт      | 59-я армия            | -                     | —                        |
| 1 сентября 1943 года  | Волховский фронт      | 59-я армия            | -                     | —                        |
| 1 октября 1943 года   | Волховский фронт      | 59-я армия            | -                     | —                        |
| 1 ноября 1943 года    | Волховский фронт      | 59-я армия            | -                     | —                        |
| 1 декабря 1943 года   | Волховский фронт      | 59-я армия            | -                     | —                        |
| 1 января 1944 года    | Волховский фронт      | 59-я армия            | -                     | —                        |
| 1 февраля 1944 года   | Волховский фронт      | 59-я армия            | -                     | —                        |
| 1 марта 1944 года     | Ленинградский фронт   | -                     | -                     | —                        |
| 1 апреля 1944 года    | Ленинградский фронт   | -                     | -                     | —                        |

## Командиры
- майор Назаров
- майор Родионов Виктор Иванович

## Награды и наименования
| Награда      | Дата       | За что получена |
| ------------ | ---------- | --------------- |
| Новгородский | 20.01.1944 |                 |

## Другие инженерно-сапёрные подразделения с тем же номером
- 109-й отдельный моторизованный штурмовой инженерно-сапёрный батальон
- 109-й отдельный сапёрный батальон
- 109-й гвардейский отдельный сапёрный батальон
- 109-й отдельный инженерно-сапёрный батальон
- 109-й отдельный горный инженерно-сапёрный батальон
- 109-й отдельный инженерно-минный батальон